# Biserica Sfântul Nicolae din Gdańsk

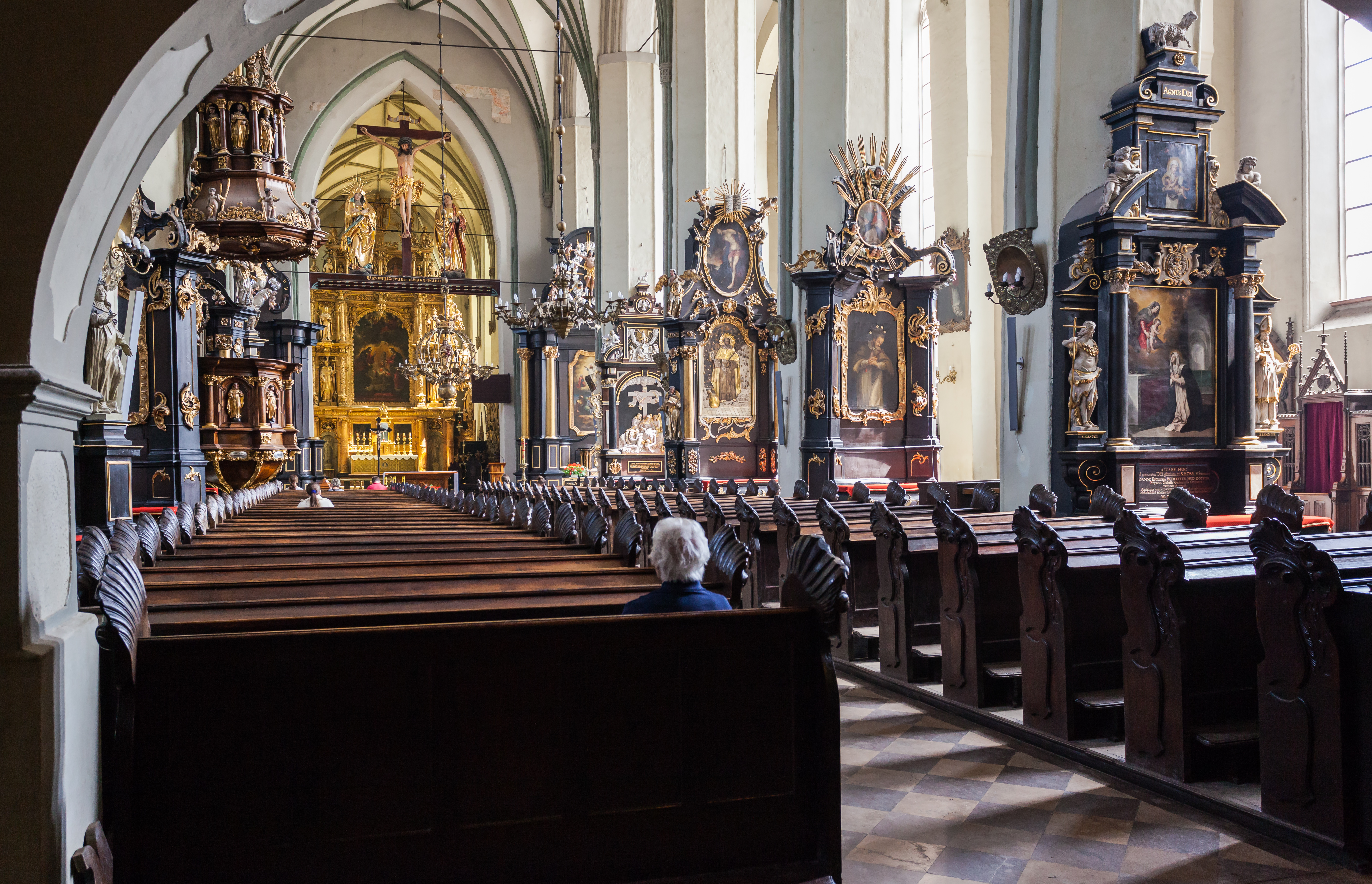
Vedere interior

Biserica Sfântul Nicolae din Gdańsk, a ordinului dominican, este unul din cele mai vechi edificii religioase din orașul Gdańsk. Construcția a fost începută în 1384-1390 și finalizată în jurul anului 1487. În interior predomină stilurile gotic, baroc și rococo. A fost ridicată pe locul unei biserici mai vechi cu hramul Sfântul Nicolae, construită probabil în 1185. Pe 11 octombrie 1587 regele Sigismund al III-lea Vasa a primit aici actul de elecție. În secolul al XVI-lea construcției i-au fost adăugate elemente renascentiste, apoi, în secolele al XVII-lea - al XVIII-lea, ornamente manieriste și baroce. 